# アイフル (競走馬)
アイフル（欧字名:Eyeful、1971年4月16日 - 1999年4月4日）は、日本の競走馬、種牡馬。
1976年の天皇賞（秋）優勝馬であり、同年の優駿賞最優秀5歳以上牡馬。

## 生涯

### デビューまで
グリンロッチは、クレイグダーロッチ牝系に属する父リンボーの仔である。競走馬としては出世することができず地方競馬のD級で引退し、北海道静内町の佐藤三郎牧場で繁殖牝馬となった。初年度には、1964年に日本に輸入されたイタリア産種牡馬のセダンと交配、妊娠12か月という長い期間を経て、1971年4月16日、初仔となる鹿毛の牡馬（後のアイフル）を産んだ。安産であったが、出産1週間後に乳が出なくなり、仔には代わりにミルクが与えられた。
佐藤三郎牧場の同期2頭はいずれも牝馬であったため、仔は牧場では独りで過ごした。他の馬との触れ合いがなかったことから、人間が追いかけて促すことで運動していた。相馬眼に定評のある岩渕真之が、骨太で走りそうな馬と評価し、2歳初めに岩渕の仲介により仲住芳雄調教師が管理することが決定した。
藤本義昭が650万円で購入、藤本にとって初めてとなる競走馬所有であった。藤本夫人とその3人の娘が考え「愛が降るとか、愛が一杯になるように」を由来に「アイフル」と命名。東京競馬場の仲住厩舎に入厩した。

### 競走馬時代

#### 3-5歳（1973-75年）
1973年11月18日、東京競馬場の新馬戦にブービー人気で出走したが、3頭同着で優勝。続く2戦は敗れたが、1974年1月19日のつばき賞（200万円以下）で2勝目を挙げた。皐月賞の前哨戦である弥生賞に参戦するも最下位に敗れ、皐月賞等のクラシック参戦を諦めた。5月26日、東京優駿（日本ダービー）当日の条件戦である駒草賞にて3勝目を挙げた。
その後、4回連続2着、3回連続2着など約1年、15戦勝利から遠ざかった。5歳夏のジュライステークスでようやく勝利を挙げ、NST賞で連勝。2戦連続3着を挟んだのち、年末の900万円以下を勝利し、6勝目を挙げた。

#### 6歳（1976年）
1月5日、900万円以下の身ながら格上挑戦で金杯（東）に出走。有馬記念を制したイシノアラシほか、多数の重賞優勝馬が出走する中、4番人気に推された。中団6番手から最終コーナーで先頭に迫ると、直線で抜け出して後方に1馬身離して優勝、重賞初制覇を果たした。騎乗した菅原泰夫は好位につけた時点で勝利の目処がたったとしている。その後、中山記念など重賞2着3着を繰り返しながら、5月16日のアルゼンチン共和国杯では、中団から追い込みクビ差だけ先着して優勝し重賞2勝目を果たした。騎乗した嶋田功は、「（前略）アイフルは前半ハミを受けず、遊びながら走っていた。これはステイヤーの走りっぷりですよ。小さいけどバネが凄い。今後は距離よりも斤量をどう克服かでしょう」と述懐している。7月の日本経済賞まで続戦するも6着に凡走し、夏休みに入った。
10月23日、中山競馬場のオープン競走と11月13日、東京競馬場のオープン競走と2戦を前哨戦にして、11月28日の天皇賞（秋）に出走。仲住は初経験となる距離、負担重量への不安を漏らしていた。ロングホークが逃げる中、アイフルは中団に位置した。残り200メートルで逃げ馬を捕らえ、共に中団から上がってきたハーバーヤングに1馬身4分の3の差をつけて先頭で入線、天皇賞制覇を果たした。仲住は、厩舎開業15年目で天皇賞初出走初制覇となり、騎乗した嶋田は、1974年春のタケホープ以来の天皇賞2勝目であった。続く有馬記念は、ファン投票11位にとどまり、日本中央競馬会からの推薦馬という形で出走。4番人気に推され、3着に敗れた。

#### 7歳（1977年）
7歳となっても現役を続行し、アメリカジョッキークラブカップとオープン競走で連続3着。直後の中山記念では直線で内から伸びて、後方に1馬身半差で重賞4勝目を挙げた。2年連続出走となったアルゼンチン共和国杯では不良馬場の中、好位から直線で先頭に立ち、後方に3馬身半差で優勝し重賞5勝目、連覇を果たした。雨中の決戦に負担重量59キログラムの設定だったが、勝負服と鞍が雨水を吸い込みレース後の検量では、61キログラムとなってしまっていた。
続いて宝塚記念に参戦したが、4着に敗退。レース後に前脚の筋を痛め、それを庇いながら軽い調教が施されていたが、屈腱炎を発症したことが決め手となり、競走馬を引退した。通算43戦で1着12回、2着13回、3着10回と1～3着全てにおいて二桁回数を記録しており、これは中央競馬において極めて稀と言える記録であった。

### 種牡馬時代
引退後に日本中央競馬会が2800万円で購入、1978年から九州種馬場で種牡馬として供用されたものの良駒に恵まれなかった。その結果、九州の馬産地から需要が無くなり、10年ほど繋用先を転々とする事となる。その後、ファンの活動により日本軽種馬協会那須種馬場に引き取られ、1999年4月4日、放牧中に転倒したまま立ち上がれず安楽死となるまで、同地で過ごした。

## 競走成績
以下の内容は、netkeiba.com、JBISサーチの情報に基づく。0000.
| 競走日     | 競馬場 | 競走名               | 格  | 距離（馬場）  | 頭 数 | 枠 番 | 馬 番 | オッズ （人気） | 着順 | タイム | 騎手      | 斤量 [kg] | 1着馬 （2着馬）         |
| ---------- | ------ | -------------------- | --- | ------------- | ----- | ----- | ----- | --------------- | ---- | ------ | --------- | --------- | ----------------------- |
| 1973.11.18 | 東京   | 3歳新馬              |     | 芝1200m（良） | 5     | 4     | 4     | 014.4（4人）    | 01着 | 1:12.6 | 0赤羽秀男 | 52        | キンヒヨー シンストーム |
| 0000.12.16 | 中山   | 3歳200万下           |     | 芝1600m（良） | 14    | 8     | 13    | 010.4（5人）    | 02着 | 1:37.0 | 0赤羽秀男 | 52        | ハマヒューガ            |
| 1974.01.06 | 東京   | 4歳200万下           |     | ダ1400m（良） | 14    | 3     | 3     | 008.2（2人）    | 07着 | 1:29.5 | 0赤羽秀男 | 53        | サンコウセン            |
| 0000.01.19 | 東京   | 椿賞                 | 2下 | 芝1600m（良） | 9     | 4     | 4     | 006.9（3人）    | 01着 | 1:37.7 | 0菅原泰夫 | 54        | （ヒデミツ）            |
| 0000.03.03 | 中山   | 弥生賞               |     | 芝1800m（良） | 8     | 2     | 2     | 026.1（8人）    | 08着 | 1:52.9 | 0菅原泰夫 | 55        | カーネルシンボリ        |
| 0000.03.30 | 中山   | 4歳オープン          |     | 芝1600m（稍） | 8     | 7     | 7     | 032.5（6人）    | 08着 | 1:39.9 | 0菅原泰夫 | 56        | ニシキエース            |
| 0000.05.04 | 東京   | 4歳オープン          |     | 芝1600m（良） | 7     | 1     | 1     | 012.2（3人）    | 02着 | 1:36.4 | 0赤羽秀男 | 56        | インターグッド          |
| 0000.05.26 | 東京   | 駒草賞               | 5下 | 芝2000m（良） | 7     | 5     | 5     | 003.4（1人）    | 01着 | 2:05.3 | 0赤羽秀男 | 54        | （トキノオウシン）      |
| 0000.07.06 | 中山   | 4歳オープン          |     | 芝1600m（不） | 7     | 7     | 7     | 004.3（3人）    | 02着 | 1:38.3 | 0中島啓之 | 55        | ブルームーン            |
| 0000.09.21 | 東京   | セプテンバーS        | 7下 | 芝1600m（良） | 13    | 2     | 2     | 007.6（3人）    | 02着 | 1:35.3 | 0赤羽秀男 | 54        | ケンセダン              |
| 0000.10.12 | 中山   | 京葉特別             | 7下 | 芝2000m（重） | 10    | 2     | 2     | 007.3（3人）    | 02着 | 2:02.2 | 0赤羽秀男 | 54        | ストロングナイン        |
| 0000.11.02 | 東京   | 霜月賞               | 7下 | 芝2000m（良） | 7     | 7     | 7     | 002.4（1人）    | 02着 | 2:02.4 | 0赤羽秀男 | 54        | マークリボーイ          |
| 0000.11.23 | 東京   | ユートピアS          | 7下 | 芝2000m（良） | 10    | 8     | 10    | 003.7（1人）    | 03着 | 2:03.6 | 0赤羽秀男 | 54        | ベルロイヤル            |
| 0000.12.21 | 中山   | クリスマスHC         | 7下 | 芝2200m（良） | 13    | 5     | 7     | 005.0（1人）    | 04着 | 2:18.8 | 0赤羽秀男 | 55        | キクノオー              |
| 1975.01.06 | 東京   | ニューイヤーS        | 7下 | ダ1700m（良） | 15    | 7     | 12    | 013.6（6人）    | 06着 | 1:45.5 | 0赤羽秀男 | 55        | トウショウプリンス      |
| 0000.01.19 | 東京   | 睦月賞               | 7下 | ダ2200m（稍） | 11    | 3     | 3     | 008.1（4人）    | 07着 | 2:20.6 | 0赤羽秀男 | 55        | カイキオー              |
| 0000.02.16 | 東京   | 短距離特別           | 7下 | ダ1400m（稍） | 8     | 5     | 5     | 008.5（6人）    | 02着 | 1:25.7 | 0赤羽秀男 | 55        | クリマンナ              |
| 0000.03.08 | 中山   | マーチHC             | 7下 | ダ1700m（稍） | 10    | 3     | 3     | 008.2（3人）    | 03着 | 1:47.5 | 0赤羽秀男 | 56        | ワンサバンナ            |
| 0000.03.23 | 中山   | 三里塚特別           | 7下 | 芝2200m（良） | 8     | 4     | 4     | 004.8（2人）    | 03着 | 2:20.2 | 0赤羽秀男 | 55        | マサデンセイ            |
| 0000.04.13 | 中山   | 薫風S                | 8下 | 芝1600m（良） | 10    | 8     | 9     | 005.8（2人）    | 03着 | 1:36.4 | 0菅原泰夫 | 55        | モンパルナス            |
| 0000.04.26 | 東京   | 晩春特別             | 7下 | 芝2000m（不） | 10    | 7     | 7     | 003.6（2人）    | 02着 | 2:05.3 | 0菅原泰夫 | 55        | ホッカイダイヤ          |
| 0000.05.24 | 東京   | 雲取特別             | 7下 | 芝2000m（良） | 12    | 5     | 6     | 002.8（1人）    | 02着 | 2:03.7 | 0菅原泰夫 | 55        | サンワエイト            |
| 0000.06.15 | 中山   | ジューンS            | 8下 | 芝2000m（良） | 12    | 7     | 9     | 004.7（1人）    | 02着 | 2:03.1 | 0菅原泰夫 | 55        | アグネスビューチー      |
| 0000.07.05 | 中山   | ジュライS            | 8下 | 芝1600m（重） | 10    | 8     | 9     | 004.8（1人）    | 01着 | 1:36.5 | 0菅原泰夫 | 55        | （マーシャルシンボリ）  |
| 0000.07.27 | 新潟   | NST賞                | 6下 | 芝1600m（良） | 9     | 7     | 7     | 004.7（1人）    | 01着 | 1:34.9 | 0菅原泰夫 | 56.5      | （アローフォンテン）    |
| 0000.11.15 | 東京   | トパーズS            | 8下 | 芝1800m（不） | 13    | 6     | 9     | 004.4（1人）    | 03着 | 1:53.5 | 0菅原泰夫 | 56        | ナスノスピード          |
| 0000.11.30 | 中山   | クモハタ記念         |     | 芝1800m（良） | 10    | 7     | 8     | 010.3（3人）    | 03着 | 1:50.9 | 0菅原泰夫 | 54        | ハーバーヤング          |
| 0000.12.21 | 中山   | 4歳上900万下         |     | 芝1800m（良） | 11    | 1     | 1     | 003.7（1人）    | 01着 | 1:51.0 | 0菅原泰夫 | 56        | （メイファイター）      |
| 1976.01.05 | 東京   | 金杯（東）           |     | 芝2000m（良） | 14    | 4     | 6     | 009.1（4人）    | 01着 | 2:03.1 | 0菅原泰夫 | 54        | （フロリオーギ）        |
| 0000.02.08 | 東京   | 東京新聞杯           | 6下 | 芝2000m（稍） | 14    | 1     | 1     | 008.2（2人）    | 02着 | 2:02.4 | 0嶋田功   | 56        | アグネスビューチー      |
| 0000.03.14 | 中山   | 中山記念             |     | 芝1800m（良） | 13    | 2     | 2     | 006.3（3人）    | 02着 | 1:50.6 | 0菅原泰夫 | 55        | ヤマブキオー            |
| 0000.04.25 | 東京   | 京王杯SH             |     | 芝1800m（良） | 15    | 2     | 2     | 004.0（1人）    | 03着 | 1:49.2 | 0菅原泰夫 | 57        | ヤマブキオー            |
| 0000.05.16 | 東京   | アルゼンチン共和国杯 |     | 芝2400m（良） | 12    | 6     | 8     | 008.2（3人）    | 01着 | 2:27.7 | 0嶋田功   | 55        | （オウプレス）          |
| 0000.07.04 | 中山   | 日本経済賞           |     | 芝2500m（重） | 10    | 3     | 3     | 006.2（2人）    | 06着 | 2:38.3 | 0菅原泰夫 | 57        | ホワイトフォンテン      |
| 0000.10.23 | 中山   | 4歳上オープン        |     | 芝1800m（良） | 9     | 3     | 3     | 005.9（2人）    | 02着 | 1:49.4 | 0嶋田功   | 56        | ヤマブキオー            |
| 0000.11.13 | 東京   | 4歳上オープン        |     | 芝1600m（良） | 6     | 2     | 2     | 004.0（2人）    | 01着 | 1:36.1 | 0嶋田功   | 56        | （ヤマブキオー）        |
| 0000.11.28 | 東京   | 天皇賞（秋）         |     | 芝3200m（良） | 13    | 7     | 10    | 011.0（4人）    | 01着 | 3:20.6 | 0嶋田功   | 58        | （ハーバーヤング）      |
| 0000.12.19 | 中山   | 有馬記念             |     | 芝2500m（良） | 14    | 1     | 1     | 010.9（4人）    | 03着 | 2:34.5 | 0菅原泰夫 | 55        | トウショウボーイ        |
| 1977.01.23 | 東京   | AJCC                 |     | 芝2400m（良） | 14    | 5     | 8     | 003.2（1人）    | 03着 | 2:27.0 | 0嶋田功   | 58        | グリーングラス          |
| 0000.02.27 | 中山   | 5歳上オープン        |     | 芝1600m（良） | 15    | 6     | 10    | 004.9（2人）    | 03着 | 1:36.8 | 0鹿野則夫 | 57        | ヤマブキオー            |
| 0000.03.13 | 中山   | 中山記念             |     | 芝1800m（良） | 8     | 1     | 1     | 004.3（2人）    | 01着 | 1:49.2 | 0嶋田功   | 58        | （トウフクセダン）      |
| 0000.05.15 | 東京   | アルゼンチン共和国杯 |     | 芝2400m（不） | 7     | 7     | 7     | 002.1（1人）    | 01着 | 2:34.4 | 0嶋田功   | 59        | （グレートセイカン）    |
| 0000.06.05 | 阪神   | 宝塚記念             |     | 芝2200m（良） | 6     | 4     | 4     | 006.8（4人）    | 04着 | 2:14.8 | 0嶋田功   | 55        | トウショウボーイ        |

## 血統表
| アイフルの血統              | アイフルの血統                  | アイフルの血統                | （血統表の出典）              | （血統表の出典） |
| 父系                        | プリンスローズ系                | プリンスローズ系              | プリンスローズ系              | [ § 2 ]          |
| 父 *セダン Sedan 1955 鹿毛  | 父の父Prince Bio 1941 鹿毛      | Prince Rose                   | Rose Prince                   | Rose Prince      |
| 父 *セダン Sedan 1955 鹿毛  | 父の父Prince Bio 1941 鹿毛      | Prince Rose                   | Indolence                     |                  |
| 父 *セダン Sedan 1955 鹿毛  | 父の父Prince Bio 1941 鹿毛      | Biologie                      | Bacteriophage                 | Bacteriophage    |
| 父 *セダン Sedan 1955 鹿毛  | 父の父Prince Bio 1941 鹿毛      | Biologie                      | Eponge                        |                  |
| 父 *セダン Sedan 1955 鹿毛  | 父の母Staffa 1948 鹿毛          | Orsenigo                      | Oleander                      | Oleander         |
| 父 *セダン Sedan 1955 鹿毛  | 父の母Staffa 1948 鹿毛          | Orsenigo                      | Ostana                        |                  |
| 父 *セダン Sedan 1955 鹿毛  | 父の母Staffa 1948 鹿毛          | Signa                         | Ortello                       | Ortello          |
| 父 *セダン Sedan 1955 鹿毛  | 父の母Staffa 1948 鹿毛          | Signa                         | Superga                       |                  |
| 母 グリンロッチ 1965 黒鹿毛 | 母の父*リンボー Limbo 1949 鹿毛 | War Admiral                   | Man O' War                    | Man O' War       |
| 母 グリンロッチ 1965 黒鹿毛 | 母の父*リンボー Limbo 1949 鹿毛 | War Admiral                   | Brushup                       |                  |
| 母 グリンロッチ 1965 黒鹿毛 | 母の父*リンボー Limbo 1949 鹿毛 | Boojie                        | Boojum                        | Boojum           |
| 母 グリンロッチ 1965 黒鹿毛 | 母の父*リンボー Limbo 1949 鹿毛 | Boojie                        | Foxiana                       |                  |
| 母 グリンロッチ 1965 黒鹿毛 | 母の母ミスズクイン 1960 黒鹿毛  | *ヒンドスタン Hindostan       | Bois Roussel                  | Bois Roussel     |
| 母 グリンロッチ 1965 黒鹿毛 | 母の母ミスズクイン 1960 黒鹿毛  | *ヒンドスタン Hindostan       | Sonibai                       |                  |
| 母 グリンロッチ 1965 黒鹿毛 | 母の母ミスズクイン 1960 黒鹿毛  | カツエー                      | ハクリユウ                    | ハクリユウ       |
| 母 グリンロッチ 1965 黒鹿毛 | 母の母ミスズクイン 1960 黒鹿毛  | カツエー                      | 昭英                          |                  |
| 母系(F-No.)                 | クレイグダーロッチ系(FN:11-c)   | クレイグダーロッチ系(FN:11-c) | クレイグダーロッチ系(FN:11-c) | [ § 3 ]          |
| 5代内の近親交配             | 5代内アウトブリード             | 5代内アウトブリード           | 5代内アウトブリード           | [ § 4 ]          |
| 出典                        | 1. 2. 3. 4.                     | 1. 2. 3. 4.                   | 1. 2. 3. 4.                   | 1. 2. 3. 4.      |